# Saperda inornata
Saperda inornata es una especie de escarabajo longicornio del género Saperda, tribu Saperdini, subfamilia  Lamiinae. Fue descrita científicamente por Say en 1824.

## Descripción
Mide 8-13 milímetros de longitud.

## Distribución
Se distribuye por Canadá y Estados Unidos.